# 양구 GP 일병 사망 사건
양구 GP 일병 사망 사건은 2018년 11월 16일 오후 5시경 대한민국 강원도 양구군 동부전선 모 전방사단 휴전선 감시 초소(GP) 내 화장실에서 김모 일병이 머리에 총상을 입고 병원으로 옮겨지던 중 사망한 사건이다. 사건이 발생한 GP는 보강공사 중이었으며, 김 일병은 GP를 오가며 임무를 수행해 온 것으로 알려졌다. 이 사건과 관련해 현실적으로 자살이 불가능했다는 의혹, 조선인민군 타살 의혹, 2018년 남북 군사합의로 인해 헬기를 띄우지 못 했다는 의혹 등이 제기되어 파장이 일었다.

## 논란 및 의혹

### 헬기 미후송 관련 논란
2017년 판문점 조선인민군 병사 귀순 총격 사건 때는 주한미군 헬기가 비무장지대에서 총상 환자를 신속히 후송해서 살렸는데도 불구하고, 이번에는 왜 긴급한 총상 환자에 대해 헬기를 띄워 후송을 하지 않고 험한 산길을 앰뷸런스로 이동했는지에 대한 논란이 제기되었다. 일부 네티즌들은 2018년 9월 남북정상회담에서 이루어진 남북 간의 군사합의에서 휴전선 일대에 비행금지구역을 확대한 것을 지적하며, 해당 구역의 비행을 위해서는 조선민주주의인민공화국 측 허락을 받아야 하기 때문에 헬기를 띄우지 못 했다고 주장하며 의혹을 제기하였다.

### 타살 의혹
군 당국은 사건 직후 조사 결과 대공 혐의점이 없다고 발표했으나, 일부 네티즌들은 "타살과 자살도 결정되지 않았는데, 북한군 소행은 덮어 놓고 조사를 진행하는 것은 불합리하다"라며 이의를 제기하면서, 조선인민군 소행이 아니라는 것이 즉시 밝혀진 것이 수상하다고 의혹을 제기하였다.
자살 가능성과 관련해서는, 사망한 일병이 스스로 목숨을 끊었다 하더라도, 머리에 총을 겨누는 건 현실적으로 불가능하다는 의견도 있었다. 또한 총기 소리가 들린 시각은 오후 5시로, 만일 자살을 했다면 동료 군인들이 빈번히 활동하는 시간을 고를 리가 없다는 이의도 제기됐다. 아울러 탄피 하나만 없어져도 비상 상황이 벌어지는 GP에서 일병이 어떻게 실탄을 소지하고 화장실까지 갔는지 의문도 불거졌다.